# Christine Schuberth
Christine Schuberth (Viena, 11 de febrero de 1944) es una actriz de cine y televisión austriaca.

## Filmografía
- Das Liebeskarussell (1965)
- 001, operación Caribe (1965)
- Heißes Pflaster Köln (1967)
- Der nächste Herr, dieselbe Dame (1967)
- Sünde mit Rabatt (1968)
- Zieh dich aus, Puppe (1968)
- Alle Kätzchen naschen gern (1969)
- Pudelnackt in Oberbayern (1969)
- Reisedienst Schwalbe (1969)
- Die tolldreisten Geschichten - nach Honoré de Balzac (1969)
- Abarten der körperlichen Liebe (1970)
- Baal (1970)
- Das Glöcklein unterm Himmelbett (1970)
- Josefine Mutzenbacher (1970)
- Das haut den stärksten Zwilling um (1971)
- Josefine Mutzenbacher II - Meine 365 Liebhaber (1971)
- Käpt'n Rauhbein aus St. Pauli (1971)
- King, Queen, Knave (1971)
- Mädchen beim Frauenarzt (1971)
- Die Pfarrhauskomödie (1971)
- Sie liebten sich einen Sommer (1971)
- Sonne, Sylt und kesse Krabben (1971)
- Auch fummeln will gelernt sein (1972)
- Kinderarzt Dr. Fröhlich (1972)
- Liebesspiele junger Mädchen (1972)
- Les Aventures du capitaine Lückner (1973)
- Vous interest-vous à la chose (1974)
- So oder so ist das Leben (1975)
- Alle Jahre wieder - Die Familie Semmeling (1976)
- Derrick (1976) (serie de televisión, episodio «Das Superding»)
- Vier gegen die Bank (1976)
- Lady Drácula: La mujer vampiro (1977)
- Sunshine Reggae auf Ibiza (1983)
- Geld oder Leber! (1986)
- Starke Zeiten (1988)
- Immer Ärger mit Nicole (1992)
- Der blaue Diamant (1993)
- Ene mene muh - und tot bist du (2001)